# Grand Prix Formule 1 van Rusland 2015
De Grand Prix Formule 1 van Rusland 2015 werd gehouden op 11 oktober 2015 op het Sochi Autodrom in Sotsji. Het was de vijftiende race van het kampioenschap.

## Wedstrijdverslag

### Kwalificatie
Nico Rosberg behaalde voor Mercedes zijn derde pole position van het jaar door teamgenoot Lewis Hamilton te verslaan. Williams-coureur Valtteri Bottas kwalificeerde zich als derde, voor de Ferrari's van Sebastian Vettel en Kimi Räikkönen. Het Force India-duo Nico Hülkenberg en Sergio Pérez zette respectievelijk de zesde en zevende tijd neer, voor de Lotus van Romain Grosjean. De top 10 werd afgesloten door de Toro Rosso van Max Verstappen en Red Bull-coureur Daniel Ricciardo.
Na afloop van de kwalificatie kreeg McLaren-coureur Fernando Alonso een straf van 35 startplaatsen, omdat hij enkele motoronderdelen van zijn auto liet vervangen. Ook Marussia-coureur Roberto Merhi kreeg twintig plaatsen straf omdat hij enkele motoronderdelen moest vervangen.
Toro Rosso-coureur Carlos Sainz jr. maakte in de derde vrije training op zaterdagochtend een zware crash mee, hierdoor was hij niet in staat om deel te nemen aan de kwalificatie.  Enkele uren voor de start van de race op zondag werd bevestigd dat Sainz fit genoeg was om de wedstrijd te starten.

### Race
De race werd gewonnen door Lewis Hamilton, die zijn negende overwinning van het seizoen behaalde. Teamgenoot Nico Rosberg ging oorspronkelijk aan de leiding, voordat hij in de zesde ronde problemen kreeg met zijn gaspedaal en uitviel. De tweede plaats ging naar Sebastian Vettel, terwijl Sergio Pérez het podium compleet maakte. Felipe Massa eindigde voor Williams na een slechte kwalificatie alsnog als vierde. Kimi Räikkönen finishte als vijfde maar was in de laatste ronde betrokken bij een ongeluk waarbij hij Valtteri Bottas uit de race reed; na afloop van de race werd Räikkönen hiervoor bestraft. Daniil Kvjat werd in zijn thuisrace zesde, voor de Sauber van Felipe Nasr. Lotus-coureur Pastor Maldonado eindigde als achtste, terwijl de top 10 werd afgesloten door de McLarens van Jenson Button en Fernando Alonso.
Kimi Räikkönen kreeg voor zijn aandeel in de aanrijding met Valtteri Bottas dertig seconden tijdstraf, hierdoor viel hij terug naar de achtste plaats. Ook Fernando Alonso kreeg een tijdstraf, hij kreeg vijf seconden bij zijn tijd opgeteld omdat hij te vaak buiten de baan kwam. Door de tijdstraf voor Alonso schoof Max Verstappen op naar de tiende plaats, wat hem het laatste punt opleverde.
Mercedes werd voor het tweede seizoen op een rij wereldkampioen bij de constructeurs.

## Vrije trainingen
- Er wordt enkel de top 5 weergegeven.

| Vrije training 1 | Pos | No | Coureur          | Constructeur         | Tijd     |
| ---------------- | --- | -- | ---------------- | -------------------- | -------- |
| Vrije training 1 | 1   | 27 | Nico Hülkenberg  | Force India-Mercedes | 1:44.355 |
| Vrije training 1 | 2   | 6  | Nico Rosberg     | Mercedes             | 1:44.407 |
| Vrije training 1 | 3   | 5  | Sebastian Vettel | Ferrari              | 1:44.986 |
| Vrije training 1 | 4   | 11 | Sergio Pérez     | Force India-Mercedes | 1:45.146 |
| Vrije training 1 | 5   | 3  | Daniel Ricciardo | Red Bull-Renault     | 1:45.233 |
| Vrije training 2 | Pos | No | Coureur          | Constructeur         | Tijd     |
| Vrije training 2 | 1   | 19 | Felipe Massa     | Williams-Mercedes    | 2:00.458 |
| Vrije training 2 | 2   | 5  | Sebastian Vettel | Ferrari              | 2:00.659 |
| Vrije training 2 | 3   | 77 | Valtteri Bottas  | Williams-Mercedes    | 2:00.688 |
| Vrije training 2 | 4   | 33 | Max Verstappen   | Toro Rosso-Renault   | 2:00.806 |
| Vrije training 2 | 5   | 14 | Fernando Alonso  | McLaren-Honda        | 2:01.077 |
| Vrije training 3 | Pos | No | Coureur          | Constructeur         | Tijd     |
| Vrije training 3 | 1   | 6  | Nico Rosberg     | Mercedes             | 1:38.561 |
| Vrije training 3 | 2   | 77 | Valtteri Bottas  | Williams-Mercedes    | 1:39.287 |
| Vrije training 3 | 3   | 44 | Lewis Hamilton   | Mercedes             | 1:39.363 |
| Vrije training 3 | 4   | 11 | Sergio Pérez     | Force India-Mercedes | 1:39.616 |
| Vrije training 3 | 5   | 19 | Felipe Massa     | Williams-Mercedes    | 1:39.875 |

Testcoureurs:
 Jolyon Palmer (Lotus-Mercedes, P17)

## Kwalificatie
| Pos                 | No | Coureur          | Constructeur         | Q1        | Q2       | Q3       | Grid |
| ------------------- | -- | ---------------- | -------------------- | --------- | -------- | -------- | ---- |
| 1                   | 6  | Nico Rosberg     | Mercedes             | 1:38.343  | 1:37.500 | 1:37.113 | 1    |
| 2                   | 44 | Lewis Hamilton   | Mercedes             | 1:38.558  | 1:37.672 | 1:37.433 | 2    |
| 3                   | 77 | Valtteri Bottas  | Williams-Mercedes    | 1:38.448  | 1:38.194 | 1:37.912 | 3    |
| 4                   | 5  | Sebastian Vettel | Ferrari              | 1:38.598  | 1:38.402 | 1:37.965 | 4    |
| 5                   | 7  | Kimi Räikkönen   | Ferrari              | 1:39.207  | 1:38.224 | 1:38.348 | 5    |
| 6                   | 27 | Nico Hülkenberg  | Force India-Mercedes | 1:39.250  | 1:38.727 | 1:38.659 | 6    |
| 7                   | 11 | Sergio Pérez     | Force India-Mercedes | 1:39.617  | 1:38.914 | 1:38.691 | 7    |
| 8                   | 8  | Romain Grosjean  | Lotus-Mercedes       | 1:39.056  | 1:38.754 | 1:38.787 | 8    |
| 9                   | 33 | Max Verstappen   | Toro Rosso-Renault   | 1:39.411  | 1:39.119 | 1:38.924 | 9    |
| 10                  | 3  | Daniel Ricciardo | Red Bull-Renault     | 1:39.574  | 1:39.005 | 1:39.728 | 10   |
| 11                  | 26 | Daniil Kvjat     | Red Bull-Renault     | 1:39.580  | 1:39.214 |          | 11   |
| 12                  | 12 | Felipe Nasr      | Sauber-Ferrari       | 1:40.042  | 1:39.323 |          | 12   |
| 13                  | 22 | Jenson Button    | McLaren-Honda        | 1:39.739  | 1:39.763 |          | 13   |
| 14                  | 13 | Pastor Maldonado | Lotus-Mercedes       | 1:39.724  | 1:39.811 |          | 14   |
| 15                  | 19 | Felipe Massa     | Williams-Mercedes    | 1:38.926  | 1:39.895 |          | 15   |
| 16                  | 14 | Fernando Alonso  | McLaren-Honda        | 1:40.144  |          |          | 19   |
| 17                  | 9  | Marcus Ericsson  | Sauber-Ferrari       | 1:40.660  |          |          | 16   |
| 18                  | 28 | Will Stevens     | Marussia-Ferrari     | 1:43.693  |          |          | 17   |
| 19                  | 98 | Roberto Merhi    | Marussia-Ferrari     | 1:43.804  |          |          | 18   |
| 107% tijd: 1:45.227 |    |                  |                      |           |          |          |      |
| 20                  | 55 | Carlos Sainz jr. | Toro Rosso-Renault   | geen tijd |          |          | 20   |

## Race
| Pos | No | Coureur          | Constructeur         | Rondes | Tijd/Oorzaak uitval | Grid | Punten |
| --- | -- | ---------------- | -------------------- | ------ | ------------------- | ---- | ------ |
| 1   | 44 | Lewis Hamilton   | Mercedes             | 53     | 1:37:11.024         | 2    | 25     |
| 2   | 5  | Sebastian Vettel | Ferrari              | 53     | +5.953              | 4    | 18     |
| 3   | 11 | Sergio Pérez     | Force India-Mercedes | 53     | +28.918             | 7    | 15     |
| 4   | 19 | Felipe Massa     | Williams-Mercedes    | 53     | +38.831             | 15   | 12     |
| 5   | 26 | Daniil Kvjat     | Red Bull-Renault     | 53     | +47.566             | 11   | 10     |
| 6   | 12 | Felipe Nasr      | Sauber-Ferrari       | 53     | +56.508             | 12   | 8      |
| 7   | 13 | Pastor Maldonado | Lotus-Mercedes       | 53     | +1:01.088           | 14   | 6      |
| 8   | 7  | Kimi Räikkönen   | Ferrari              | 53     | +1:12.358           | 5    | 4      |
| 9   | 22 | Jenson Button    | McLaren-Honda        | 53     | +1:19.467           | 13   | 2      |
| 10  | 33 | Max Verstappen   | Toro Rosso-Renault   | 53     | +1:28.424           | 9    | 1      |
| 11  | 14 | Fernando Alonso  | McLaren-Honda        | 53     | +1:31.210           | 19   |        |
| 12  | 77 | Valtteri Bottas  | Williams-Mercedes    | 52     | Botsing             | 3    |        |
| 13  | 98 | Roberto Merhi    | Marussia-Ferrari     | 52     | +1 ronde            | 18   |        |
| 14  | 28 | Will Stevens     | Marussia-Ferrari     | 51     | +2 ronden           | 17   |        |
| 15  | 3  | Daniel Ricciardo | Red Bull-Renault     | 47     | Ophanging           | 10   |        |
| DNF | 55 | Carlos Sainz jr. | Toro Rosso-Renault   | 45     | Schade ongeluk      | 20   |        |
| DNF | 8  | Romain Grosjean  | Lotus-Mercedes       | 11     | Ongeluk             | 8    |        |
| DNF | 6  | Nico Rosberg     | Mercedes             | 7      | Gaspedaal           | 1    |        |
| DNF | 27 | Nico Hülkenberg  | Force India-Mercedes | 0      | Botsing             | 6    |        |
| DNF | 9  | Marcus Ericsson  | Sauber-Ferrari       | 0      | Botsing             | 16   |        |

## Tussenstanden na de Grand Prix

### Coureurs
| Positie | Nummer | Rijder           | Team              | Punten |
| ------- | ------ | ---------------- | ----------------- | ------ |
| 1       | 44     | Lewis Hamilton   | Mercedes          | 302    |
| 2       | 5      | Sebastian Vettel | Ferrari           | 236    |
| 3       | 6      | Nico Rosberg     | Mercedes          | 229    |
| 4       | 7      | Kimi Räikkönen   | Ferrari           | 123    |
| 5       | 77     | Valtteri Bottas  | Williams-Mercedes | 111    |

### Constructeurs
| Positie | Team                 | Punten |
| ------- | -------------------- | ------ |
| 1       | Mercedes             | 531    |
| 2       | Ferrari              | 359    |
| 3       | Williams-Mercedes    | 220    |
| 4       | Red Bull-Renault     | 149    |
| 5       | Force India-Mercedes | 92     |